# Sanatorium Zonnestraal

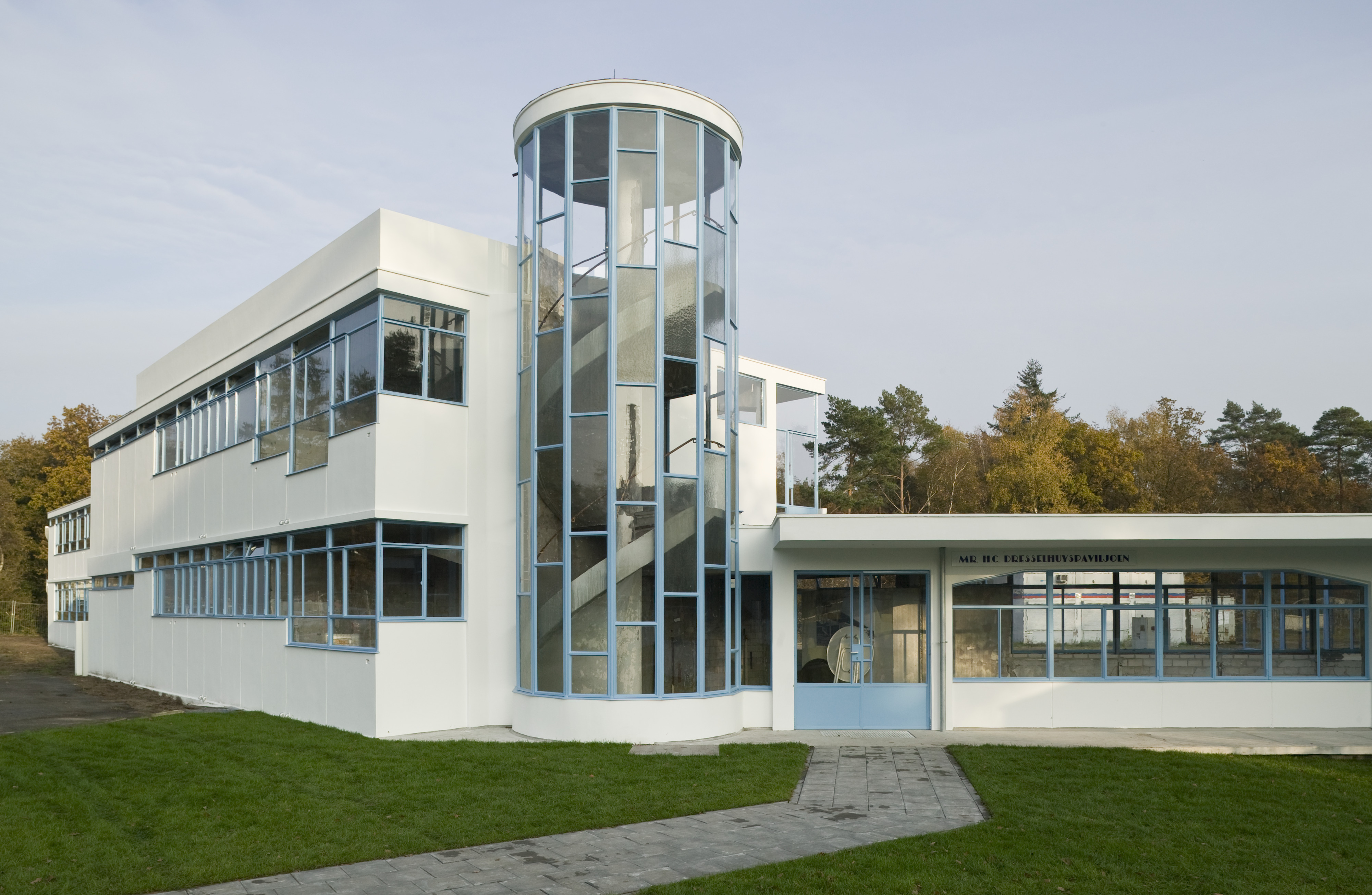
Einer der Pavillons des Sanatoriums im Jahr 2013

Das Sanatorium Zonnestraal (zu Deutsch „Sanatorium Sonnenstrahl“) ist ein ehemaliges Sanatorium in der niederländischen Gemeinde Hilversum. Das 1928 eröffnete Hauptgebäude wurde durch die Architekten Johannes Duiker und Bernard Bijvoet entworfen und gilt als Meilenstein des Modernismus. Ursprünglich als Sanatorium mit Vor- und Nachsorgeeinrichtungen für an Tuberkulose erkrankte Diamantschleifer erbaut, wurden die ursprünglichen Gebäude Zonnestraals größtenteils bis Ende der 1960er-Jahre aufgegeben und ab 2001 aufwendig restauriert. In den Jahren 2010 bis 2018 befand sich das ehemalige Sanatorium auf der niederländischen Tentativliste zur Aufnahme in das UNESCO-Welterbe, wurde jedoch letztlich nicht aufgenommen. Des Weiteren wird das Ensemble heute als Rijksmonument unter der Nummer 46771 geführt.

## Beschreibung

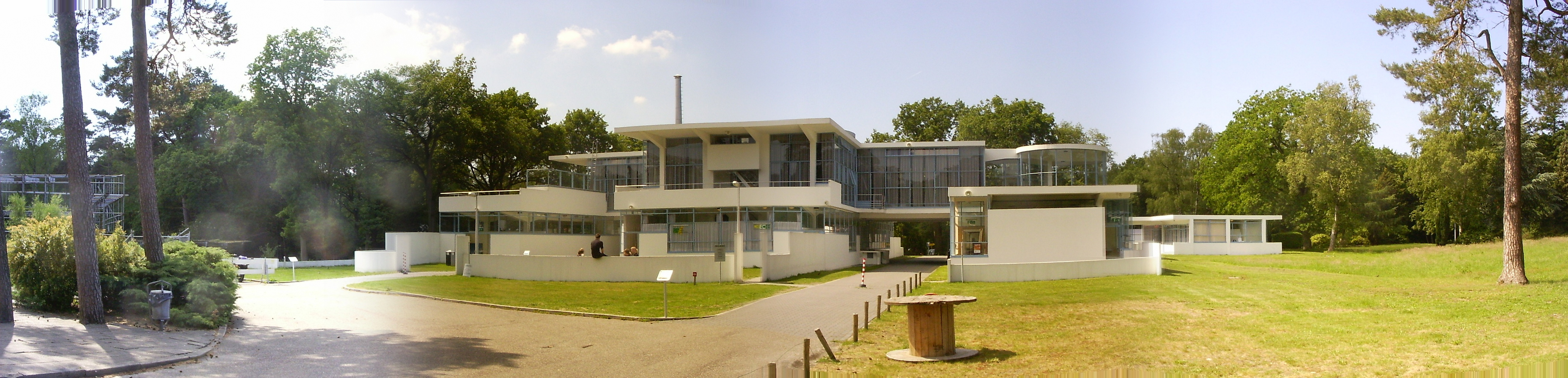
Das Hauptgebäude des Sanatorium Zonnestraal im Jahr 2007

Das Gelände des Sanatoriums liegt in einem Waldgebiet im Süden von Hilversum, das Loosdrechtse Bos genannt wird. Bei der Eröffnung des Sanatoriums existierten neben dem Hauptgebäude zwei Pavillons, die Gebäude waren zueinander achsensymmetrisch angeordnet. Das zweigeschossige, mit einem flachen Dach versehene Hauptgebäude enthielt neben den medizinischen Fachabteilungen und einem Speisesaal in Form eines griechischen Kreuzes eine Küche, eine Apotheke, eine Badeanstalt sowie ein Kesselhaus. Die Stockwerke sind über, über die Gebäudelinie hinaus gebaute, Wendeltreppen miteinander verbunden. Auf dem Dach befindet sich ein markanter Wasserturm, der zwar bis heute erhalten ist, jedoch keine Funktion mehr erfüllt. In den Pavillons befanden sich jeweils ein zentraler „Konversationssaal“ sowie zwei Stationen mit Betten, die für je 25 Patienten ausgelegt waren. Einige Jahre später kamen eine Gruppe von vier Maschinentürmen mit darunter befindlichen Arbeitsplätzen für die Reintegration der Patienten in die Arbeitswelt sowie ein Gebäude zur Unterbringung der Angestellten hinzu. In den 1950er-Jahren wurden zusätzliche Operationssäle eröffnet, die jedoch auf Grund ihres geänderten Baustils heute nicht unter Schutz stehen. Umgeben ist das ganze Areal von einer Mauer aus weiß verputztem Beton. Im Süden schließt sich ein „spinnennetzartiges“ System von Wegen und Pfaden durch die umgebende Heide- und Waldlandschaft an, dass der Architekt als Möglichkeit vorgesehen hat, den Patienten etwas Bewegung zu verschaffen.

## Geschichte

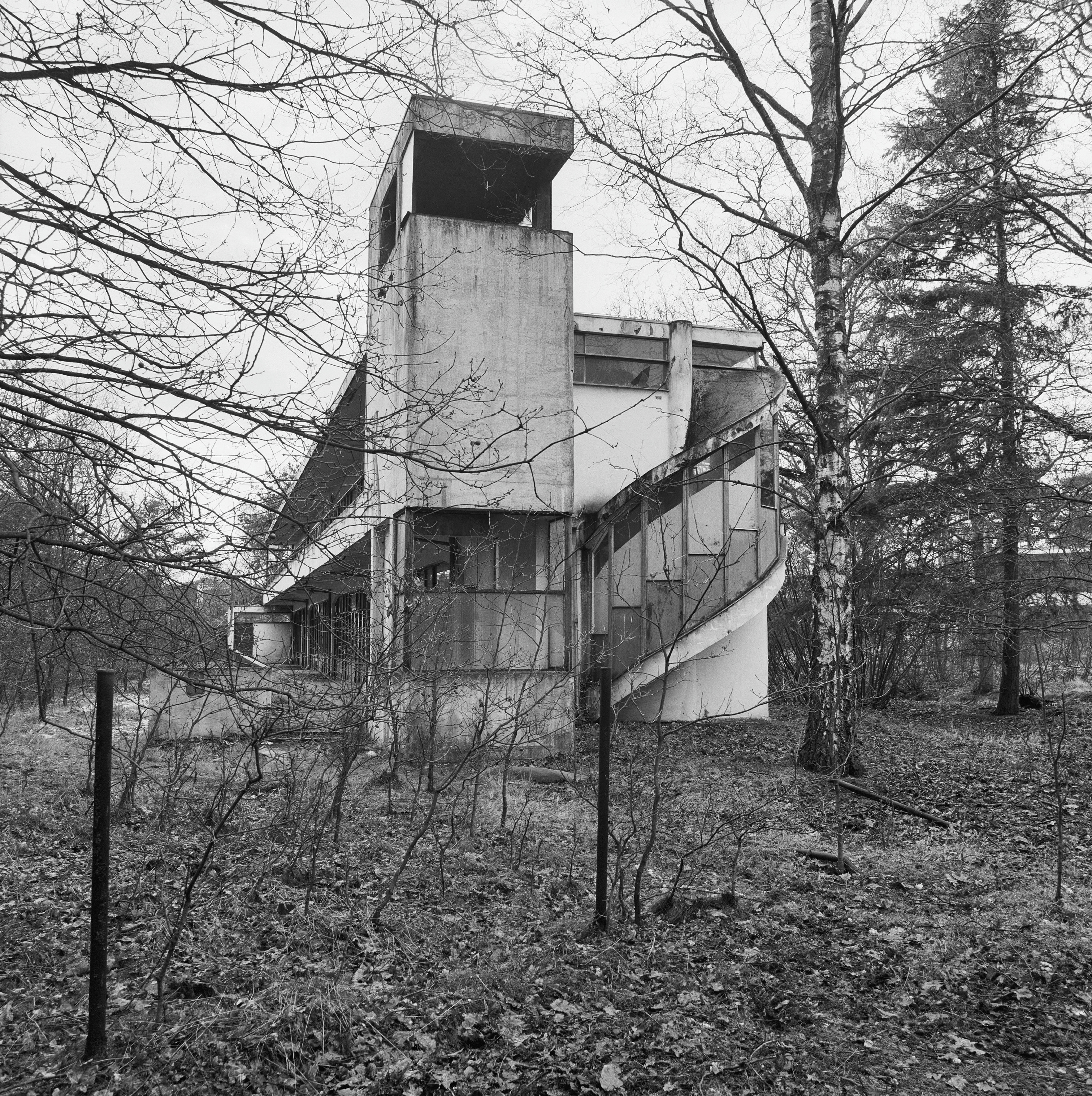
Zustand der Gebäude vor Beginn der Restaurierung. Gut erkennbar ist hier eine der über die Gebäudelinie hinaus gebauten Wendeltreppen.

Auf Initiative des Gewerkschaftsfunktionärs Jan van Zutphen kaufte die Stiftung Diamantbewerkers Koperen Stelenfonds im Jahr 1919 das Areal des späteren Sanatoriums vom Kirchenrat des Ortes Naarden. Zu dieser Zeit befanden sich auf dem Gelände bereits einige Gebäude, die zu einem ehemaligen Landgut gehörten. Kurz nach dem Kauf nahmen die Pläne für die Errichtung eines Sanatoriums zur Behandlung der Tuberkulose konkrete Gestalt an, woraufhin der Architekt Johannes Duiker mit der Planung der Gebäude beauftragt wurde. Duiker platzierte sein Ensemble an der Südseite des Landguts und orientierte sich stellenweise an bereits bestehenden Landmarken. So bildet etwa der rechte Flügel des „Dresselhuyspavillons“ eine direkte Verlängerung eines Erdwalls aus dem 18. Jahrhundert. Der Baubeginn erfolgte 1927, das Hauptgebäude konnte am 5. Juni des Folgejahres eröffnet werden. Der Dresselhuyspavillon wurde jedoch erst 1931 in Betrieb genommen. Zwei weitere geplante Pavillons, deren Platzierung sich an der Symmetrie der bestehenden Gebäude orientieren sollte, wurden nicht mehr realisiert. Nach dem Zweiten Weltkrieg änderte sich die Funktion Zonnestraals durch das verstärkte Aufkommen des Penicillins, das zur Behandlung der Tuberkulose eingesetzt werden konnte. Die Sanatoriumsfunktion trat mehr und mehr zu Gunsten einer Nutzung als Allgemeinkrankenhaus in den Hintergrund, was sich 1957 auch in der Umbenennung zu Algemeen Ziekenhuis Zonnestraal („Allgemeines Krankenhaus Sonnenstrahl“) widerspiegelte. Spätestens 1969 wurden die letzten Sanatoriumstätigkeiten endgültig eingestellt. Während dieser Zeit wurde bereits eine große Zahl zusätzlicher Gebäude auf dem Gelände errichtet, die sich nicht an dem zu Grunde liegenden Entwurf Duikers orientierten. Die Gebäude des ursprünglichen Sanatoriums wurden nach und nach aufgegeben. 1988 eröffnete im Zentrum des Areals die neu errichtete psychogeriatrische Einrichtung „Zonnehoeve“, die bis heute in Betrieb ist.

### Restaurierung
Nachdem bereits 1995 das Dienstbotengebäude „De Koepel“ durch eine Gruppe von Architekturstudenten aus Delft restauriert worden war, verstärkten sich die Planungen bezüglich einer Wiederherstellung des Ursprungszustands der restlichen von Duiker und Bijvoet entworfenen Gebäude. Die Restaurierung des Hauptgebäudes begann schließlich im Jahr 2001 und konnte zwei Jahre später abgeschlossen werden. Die Arbeiten am stärker verfallenen Dresselhuyspavillon nahmen hingegen mehr Zeit in Anspruch und konnten erst 2008 beendet werden. Zur teilweisen Finanzierung der Restaurierungsarbeiten wurden auf dem Gelände des ehemaligen Obstgartens des Sanatoriums 56 Pflegewohnungen errichtet, die durch den Architekten Hubert-Jan Henket entworfen wurden.

### Unterschutzstellung und Welterbevorschlag
1988 erhielten der Komplex, bestehend aus dem Hauptgebäude, den beiden ältesten Pavillons, dem Dienstbotengebäude sowie den Gebäuden mit den Arbeitsplätzen für Patienten, den Status eines Rijksmonuments und wurden entsprechend unter Schutz gestellt. Umgeben wird das Sanatorium von einem Naturschutzgebiet, das Teil des Netzwerks Natura 2000 ausmacht. Bereits seit 1995, also mehrere Jahre vor Beginn der Restaurierungsarbeiten, befand sich Zonnestraal auf der Vormerkliste für potenzielle neue Vorschläge als UNESCO-Weltkulturerbe. 2010 folgte die Aufnahme in die niederländische Tentativliste, Grundlage hierfür bildeten die Kriterien ii („Bedeutender Schnittpunkt menschlicher Werte in Bezug auf die Entwicklung von Architektur oder Technologie, der Großplastik, des Städtebaus oder der Landschaftsgestaltung“) und iv („Hervorragendes Beispiel eines Typus von Gebäuden, architektonischen oder technischen Ensembles oder Landschaften, das einen oder mehrere bedeutsame Abschnitte der Geschichte der Menschheit versinnbildlicht“).
Nach acht Jahren auf der Tentativliste entschlossen sich schließlich Ingrid van Engelshoven, die niederländische Ministerin für Bildung, Kultur und Wissenschaft, sowie der zuständige Beirat im Jahr 2018 dagegen, Zonnestraal der UNESCO als neues Welterbe vorzuschlagen. Als Grund hierfür nannten sie die strenger gewordenen Anforderungen der UNESCO an den „außergewöhnlichen universellen Wert“ neuer Kandidaten, denen das ehemalige Sanatorium nicht gerecht werden könne. Heute hat das Hauptgebäude eine neue Verwendung als Konferenzzentrum gefunden, das frühere Dienstbotengebäude wurde zu einem Besucherzentrum umfunktioniert.